# 山岡町立山岡小学校峰山分校
山岡町立山岡小学校峰山分校（やまおかちょうりつ　やまおかしょうがっこう　みねやまぶんこう）は、かつて岐阜県恵那郡山岡町（現・恵那市）に存在した公立小学校の分校。

## 概要
- 山岡小学校の分校であり、山岡町東部（旧・遠山村）の馬場山田の峰山地区の児童が通学していた。校区の峰山は明智川支流の高波川の最上流部の集落である。

## 沿革
峰山分校の設置は1956年だが、ここではそれ以前についても記述する。
設置時期は不明だが、峰山地区（恵那郡遠山村大字馬場山田字峰山）には未認可の分教場が設置されており、尋常科1・2年が授業を受け、該当する児童がいない場合は閉鎖されていた。
- 1946年（昭和21年）5月 - 峰山地区の未認可の分教場が、遠山国民学校峰山分教場として、正式に認可される。
- 1947年（昭和22年）4月1日 - 遠山村立遠山小学校峰山分校に改称する。1・2年生のみ通学する。
- 1948年（昭和23年）4月 - 廃校。
- 1956年（昭和31年）4月 - 山岡東小学校峰山分校として再認可され、開校[1]。
- 1964年（昭和39年）4月1日 - 山岡東小学校と山岡西小学校が統合され、山岡小学校の新設により廃校。峰山分校は山岡小学校に継承され、山岡小学校峰山分校に改称する。
- 1965年（昭和40年） - 山岡町の小学校の統廃合により、廃校が決まる。
- 1966年（昭和41年）3月31日 - 廃校。